# Schizonycha perforata
Schizonycha perforata är en skalbaggsart som beskrevs av Hermann Burmeister 1855. Schizonycha perforata ingår i släktet Schizonycha och familjen Melolonthidae. Inga underarter finns listade i Catalogue of Life.